# 香加皮
香加皮是中药材，别名杠柳，为蘿藦科植物杠柳的干燥根皮，主要产于山西、河南、河北、山东等地，生用。

## 性味归经
- 味辛苦
- 性温
- 有毒
- 入肝、肾、心

## 功效应用
利水消肿，祛风湿，强筋骨。治水肿，小便不利及风湿痹涌。

## 用法用量及使用注意
煎服，3～6克。不宜过量或久服，以免杠柳毒苷蓄积中毒。

## 外部連結
- 杠柳 Gangliu （页面存档备份，存于） 藥用植物圖像資料庫 (香港浸會大學中醫藥學院) （中文）（英文）
- 香加皮 中藥材圖像數據庫  (香港浸會大學中醫藥學院) （中文）（英文）